# داغ الكسندر اولسن
داغ الكسندر اولسن (بالنرويجية البوكمول: Dag Alexander Olsen)‏ هو لاعب كرة قدم نرويجي، ولد في 9 سبتمبر 1989 في أوسلو في النرويج. لعب مع فالنسيا ميستايا ونادي أود ونادي فريدريكستاد ونادي كاستييون.

## وصلات خارجية
- داغ الكسندر اولسن على موقع اتحاد النرويج (النرويجية)
- داغ الكسندر اولسن على موقع قاعدة بيانات كرة القدم.إي يو (الإنجليزية)
- داغ الكسندر اولسن على موقع Soccerway.com (الإنجليزية)